# Lista portów lotniczych w Kuwejcie
Lista portów lotniczych w Kuwejcie, ułożonych alfabetycznie.
| Położenie         | ICAO | IATA | NAZWA LOTNISKA                          |
| Lotniska Cywilne  |      |      |                                         |
| Kuwejt            | OKBK | KWI  | Port lotniczy Kuwejt                    |
| Lotniska Wojskowe |      |      |                                         |
| Kuwejt            | OKAJ |      | Port lotniczy Ahmed al Dżaber           |
| Al Abdalija       |      |      | Port lotniczy Al Abdalija               |
| Kuwejt            | OKAS |      | Port lotniczy Ali Al Salem              |
| Kuwejt            | OKNB |      | Heliport Kuwejt-Baza Marynarki Wojennej |
| Camp Buehring     | OKDI |      | Port lotniczy Udairi                    |